# Cooper McLeod
Cooper McLeod (* 7. November 2001) ist ein US-amerikanischer Eisschnellläufer.

## Werdegang
McLeod nahm in der Saison 2021/22 in Tomaszów Mazowiecki erstmals am Weltcup teil, wobei er auf den 18. Platz über 1000 m und in der B-Gruppe zweimal auf den siebten Rang über 500 m lief. In der Saison 2022/23 erreichte er in Heerenveen mit dem dritten Platz im Teamsprint seine erste Podestplatzierung im Weltcup und belegte dort bei den Einzelstreckenweltmeisterschaften 2023 den 20. Platz über 500 m, den neunten Rang über 1000 m sowie den sechsten Platz im Teamsprint. In der folgenden Saison wurde er US-amerikanischer Meister über 500 m und kam im Weltcup in Stavanger auf den zweiten Platz und in Québec auf den dritten Rang im Teamsprint. Zudem holte er im Teamsprint in Peking seinen ersten Weltcupsieg und belegte bei den Einzelstreckenweltmeisterschaften 2024 in Calgary den 17. Platz über 1000 m, den 11. Rang über 500 m sowie den sechsten Platz im Teamsprint. Nach Platz vier über 500 m und den Gewinn der Goldmedaille im Teamsprint zu Beginn der Saison 2024/25 bei den Vier-Kontinente-Meisterschaften 2025 in Hachinohe, lief er im Weltcup 11-mal unter den ersten Zehn, darunter Platz drei in Nagano sowie Rang zwei in Heerenveen über 500 m und erreichte damit den sechsten Platz im Weltcup über 500 m sowie den dritten Rang im Weltcup über 1000 m. Außerdem siegte er in Calgary sowie in Tomaszów Mazowiecki im Teamsprint und errang in Peking den zweiten Platz im Teamsprint. Beim Saisonhöhepunkt, den Einzelstreckenweltmeisterschaften 2025 in Hamar, holte er über 500 m sowie im Teamsprint jeweils die Bronzemedaille und wurde über 1000 m Vierter.

## Erfolge

### Einzelstrecken-Weltmeisterschaften
- 2023 Heerenveen: 6. Platz Teamsprint, 9. Platz 1000 m, 20. Platz 500 m
- 2024 Calgary: 6. Platz Teamsprint, 11. Platz 500 m, 17. Platz 1000 m
- 2025 Hamar: 3. Platz Teamsprint, 3. Platz 500 m, 4. Platz 1000 m

### Vier-Kontinente-Meisterschaften
- 2025 Hachinohe: 1. Platz Teamsprint, 4. Platz 500 m

### Weltcupsiege im Team
| Nr. | Datum             | Ort                 | Disziplin    |
| --- | ----------------- | ------------------- | ------------ |
| 1.  | 18. November 2023 | Peking              | Teamsprint 1 |
| 2.  | 26. Januar 2025   | Calgary             | Teamsprint 1 |
| 3.  | 23. Februar 2025  | Tomaszów Mazowiecki | Teamsprint 2 |

### Persönliche Bestleistungen
| Disziplin | Zeit        | Datum            | Ort            |
| --------- | ----------- | ---------------- | -------------- |
| 500 m     | 34,15 s     | 26. Januar 2025  | Calgary        |
| 1000 m    | 1:07,58 min | 31. Januar 2025  | Milwaukee      |
| 1500 m    | 1:45,18 min | 27. Oktober 2023 | Milwaukee      |
| 1500 m    | 4:07,45 min | 2. Oktober 2021  | Salt Lake City |
| 5000 m    | 7:08,26 min | 24. Januar 2021  | Milwaukee      |